# Naoto Kan
Naoto Kan (japanska: 菅直人?, Kan Naoto), född 10 oktober 1946 i Ube, Yamaguchi prefektur, är en japansk politiker, ledamot av Japans parlament och premiärminister från den 4 juni 2010 till 2 september 2011. Han var även partiledare för Demokratiska partiet.
Kan blev finansminister i Japan i januari 2010 och var även vice premiärminister. Sedan hans partikamrat Yukio Hatoyama plötsligt avgått från posten som premiärminister den 2 juni 2010, valde Demokratiska partiet Kan till ny partiledare och parlamentet valde honom den 4 juni till ny premiärminister. Han blev Japans femte premiärminister på tre år.
Kan studerade till patentjurist vid Tokyo Kogyo-universitetet (東京工業大学), där han tog examen 1970. Han öppnade en egen patentbyrå 1974. I mitten av 1970-talet arbetade han för Fusae Ichikawa kampanjkontor under valrörelserna.  Han inledde sin politiska karriär i det lilla, numera avvecklade mitten-vänsterpartiet Shaminren, och blev 1980 invald i parlamentet (efter att tre val i rad kandiderat som oberoende kandidat). I mitten av 1990-talet var han hälsominister under Ryutaro Hashimotos breda koalitionsregering, och blev världskänd när han avslöjade en på 1980-talet nedtystad skandal med blödarsjuka som fått HIV-smittat blod. Han representerade då det gröna, numera upplösta mittenpartiet Shinto Sakigake. När Demokratiska partiet bildades genom en sammanslagning av flera småpartier 1998 blev Kan partiledare. Han tvingades bort 2004, efter att ha anklagats för ekonomiska oegentligheter, men fördes in i värmen igen av Yukio Hatoyama, som utnämnde honom till vice premiärminister 2009 och sedan, 2010 finansminister. När Hatoyama avgick senare samma år valdes Kan till hans efterträdare.
Som premiärminister var Kan tvungen att hantera den jordbävning med efterföljande tsunami som inträffade i mars 2011.
Naoto Kan avgick från premiärministerposten den 2 september 2011. Han efterträddes av Yoshihiko Noda. 